# Panola County, Texas
Panola County är ett administrativt område i delstaten Texas, USA, med 23 796 invånare (2010). Den administrativa huvudorten (county seat) är Carthage. 

## Geografi
Enligt United States Census Bureau så har countyt en total area på 2 126 km². 2 075 km² av den arean är land och 52 km² är vatten. 

### Angränsande countyn
- Harrison County - norr
- Caddo Parish, Louisiana - nordost
- DeSoto Parish, Louisiana - öster
- Shelby County - söder
- Rusk County - väster